# Wilhelm Vischer
Wilhelm Matthäus Vischer ( 1890 - 1960) fue un explorador, botánico y algólogo suizo. Desarrolló actividades académicas en la Universidad de Basilea

## Algunas publicaciones

### Libros
- Chodat, R; Wilhelm Vischer. 1927. La vegetation du Paraguay. Vaduz : J. Cramer ; Forest Grove, Or. : distributor, ISBS. 558 pp. (Google Books (enlace roto disponible en Internet Archive; véase el historial, la primera versión y la última).)

- Études mycologiques faites au Parc national suisse. Jules Favre, Wilhelm Vischer, Fritz Heinis, 1945

- La abreviatura «Vischer» se emplea para indicar a Wilhelm Vischer como autoridad en la descripción y clasificación científica de los vegetales.[1]